# Karl Gottlob Ludwig Sylvius von Frankenberg und Ludwigsdorf
Karl Gottlob Ludwig Sylvius von Frankenberg und Ludwigsdorf (* 12. Mai 1732 in Ludwigsburg; † 24. Juli 1795 in Rawitsch) war ein preußischer Generalmajor und Chef des nach ihm benannten „Füsilierregiments Frankenberg“.

## Leben

### Herkunft
Karl Gottlob Ludwig Sylvius war der Sohn von Sylvius Karl von Frankenberg und Ludwigsdorf (* 1. Juni 1689; † 23. Dezember 1775) und dessen Ehefrau Eva von Beneckendorff (* 24. März 1711; † 17. Oktober 1796) aus dem Haus Neukötitz. Sein Vater war der Geheimrat, Oberhofmarschall, Erbherr von Zedliz (Kreis Tebnitz) sowie Kanzler der Universität Tübingen und Obervogt von Stadt und Amt Tübingen.

### Militärkarriere
Frankenberg wurde 1746 Page am preußischen Hof unter Friedrich II. Er kam dann aber in hessen-kasselsche Dienste und wurde Fähnrich im Regiment „Erbprinz zu Fuß“. Am 14. Juli 1755 wurde er Leutnant. Er nahm am Siebenjährigen Krieg teil und wurde im Gefecht bei Meer schwer verwundet. Dennoch wurde er 1760 Kapitän in seinem Regiment, was nun „Leibregiment“ genannt wurde. Im Jahr 1764 nahm er seinen Abschied aus hessen-kasselschen Diensten. Am 2. April 1765 ging er in preußische Dienste. Er wurde Kapitän und Chef einer Grenadierkompanie im Stehenden Grenadierbataillon „Zabelitz“. Am 3. Januar 1774 wurde er als Major in das soeben gegründete „Füsilierregiment Rohr“ versetzt. Am Ende des Jahres am 25. Dezember 1774 wurde er Kommandeur eines Grenadierbataillons, das sich aus den Grenadierkompanien der Füsilierregimenter „Rohr“ und „Hessen-Philippsthal“ zusammensetzte. Er nahm damit am Bayrischen Erbfolgekrieg teil. Am 18. Juni 1783 Oberstleutnant in „Füsilierregiment Klitzing“. Am 7. September 1784 wurde er als Kommandant in das Regiment „Braunschweig-Wolfenbüttel zu Fuß“ versetzt. Dort wurde Frankenberg am 30. Mai 1785 Oberst und am 26. August 1790 zum Generalmajor ernannt. Am 20. Mai 1791 wurde er dann zum Chef seines Regiments ernannt. Bei der Revue am 23. Mai 1792 in Berlin erhielt er den Orden Pour le Mérite. Er nahm 1794 noch am Krieg in Polen teil, war bei der Besetzung von Łowicz und den Kämpfen bei Poniatoski. Er starb wenig später am 24. Juli 1795 in Rawitsch.

### Familie
Frankenberg heiratete am 15. September 1777 Sophie Charlotte von Hautcharmoy (* 6. September 1741; † 14. Dezember 1829), Tochter des Generals Heinrich Karl Ludwig Herault de Hautcharmoy.